# Otto Wijkmark
Otto Emanuel Wijkmark, född den 5 oktober 1841 i Jönköping, död den 11 april 1909 i Motala, var en svensk jurist. 
Wijkmark blev student vid Uppsala universitet 1859 och avlade examen till rättegångsverken där 1863. Efter tingstjänstgöring blev han vice häradshövding 1867 och häradshövding i Aska, Dals och Bobergs domsaga 1881. Wijkmark blev riddare av Nordstjärneorden 1891. Han vilar på Motala griftegård.
Otto Wijkmark var son till häradshövdingen Otto Emanuel Wijkmark och Carolina Gustava Wadell.Han gifte sig 1875 med Eva Helena Sofia Hasselrot (1855–1924), dotter till häradshövdingen Carl Hasselrot och Eva Troselius. De fick tillsammans barnen juristen Birger Wijkmark (1876–1939), ingenjören Axel Wijkmark (1877–1947), Evelin Carolina Wijkmark (1877–1959) och Eva Margret Wijkmark (1878–1902).